# Axonopus ramboi
Axonopus ramboi är en gräsart som beskrevs av George Alexander Black. Axonopus ramboi ingår i släktet Axonopus och familjen gräs. Inga underarter finns listade i Catalogue of Life.